# بوراپیتانت
بوراپیتانت (انگلیسی: Burapitant) دارویی است که به عنوان یک آنتاگونیست قوی و انتخابی برای گیرنده NK1 عمل می‌کند.